# Ota Hemele
Ota Hemele (22. ledna 1926, Praha – 31. května 2001 nebo 3. června 2001) byl český fotbalista, trenér a funkcionář.

## Fotbalová kariéra
Většinu své fotbalové kariéry působil ve Slavii Praha. Vstřelil 133 ligových branek (94 za Slavii Praha, 36 za ATK/ÚDA Praha, 2 za SK Židenice a poslední za pražský Motorlet) a je členem Klubu ligových kanonýrů týdeníku Gól. Za československou reprezentaci sehrál 10 utkání, vstřelil 4 branky, účastnil se MS 1954. Mistr ligy 1947 se Slavií, 1953 s ÚDA Praha.
Kluby: Radlický AFK, Slavia Praha (1942–46, 48, 50–53, 55–59), SK Židenice, Dukla Praha, Spartak Motorlet Praha.
Reprezentace: 1948–1954
S fotbalem začínal v jedenácti letech v Radlickém AFK a již odmalička si přál hrát v dresu oblíbené Slavie po poku Bicana a Kopeckého. Již v patnácti letech o něj měla zájem Sparta, ale z přestupu nakonec sešlo. O rok později za nim přišli z konkurenční Slavie, podepsal přestup a v šestnácti letech se stal hráčem A-mužstva. Při svém debutu 7. února 1943, v přátelském utkání se Slaným (9:1), vstřelil 5 branek. Hemele hrával nejčastěji na pozici pravé spojky a v ročníku 1943/44 byl s 22 brankami po Bicanovi nejlepším střelcem týmu.
Na podzim 1948 byl Hemele nucen přestoupit do nově vytvořeného vojenského klubu ATK, kde se okamžitě stal vedoucí osobností útoku. V tomto roce rovněž nastoupil ke svým prvním reprezentačním zápasům proti Švýcarsku a Rakousku, ve kterém přispěl dvěma góly k výhře 3:1. Po dvouletém působení v ATK se v roce 1950 vrátil do Slavie. Před blížícím se MS 1954 byl znovu povolán do ATK, tentokrát přejmenovaného na ÚDA Praha, s kterým vyhrál ligu a stal se jejím nejlepším střelcem.
V roce 1955 se definitivně vrátil do Slavie, s kterou o rok později absolvoval cestu do Jižní Afriky. V roce 1959 se rozloučil se sešívaným dresem Slavie a ve třiatřiceti letech přestoupil do Spartaku Praha Motorlet. Jako hrající trenér se s Motorletem dostal do 1. ligy, v pátek 23. srpna 1963 vstřelil svůj poslední prvoligový gól (Spartě na jejím stadionu) a v červnu 1964 si v jeho dresu zahrál ligu naposledy.

## Trenérská kariéra
Nadále se Hemele věnoval již jen trenérskému řemeslu. V Motorletu, Hradci Králové, či na Kypru v AEL Limasol. Fotbalu a červenobílým barvám byl věrný až do konce. Hrával za starou gardu Slavie, počátkem 90. let za éry Borise Korbela byl předsedou fotbalového oddílu Slavie Praha. Vedl a organizoval setkání internacionálů Slavie. Jezdil na besedy s fanoušky po celé republice a všichni jej znali jako vynikajícího vypravěče.
V osmdesátých letech taky trénoval A-mužstvo Slavoj Český Brod.

## Prvoligová bilance
| Ročník          | Zápasy | Góly | Minuty | Klub                   |
| --------------- | ------ | ---- | ------ | ---------------------- |
| I. liga 1942/43 | –      | 1    | –      | SK Slavia Praha        |
| I. liga 1943/44 | 23     | 22   | –      | SK Slavia Praha        |
| I. liga 1945/46 | 14     | 7    | –      | SK Slavia Praha        |
| I. liga 1946/47 | –      | 16   | –      | SK Slavia Praha        |
| I. liga 1946/47 | 6      | 2    | –      | SK Židenice            |
| I. liga 1947/48 | –      | 9    | –      | SK Slavia Praha        |
| I. liga 1948    | –      | 6    | –      | Sokol Slavia Praha VII |
| I. liga 1948    | –      | 1    | –      | ATK Praha              |
| I. liga 1949    | –      | 21   | –      | ATK Praha              |
| I. liga 1950    | –      | 4    | –      | Dynamo Slavia Praha    |
| I. liga 1951    | –      | 4    | –      | Dynamo Slavia Praha    |
| I. liga 1953    | 9      | 9    | –      | ÚDA Praha              |
| I. liga 1954    | 14     | 5    | –      | ÚDA Praha              |
| I. liga 1955    | 20     | 13   | –      | Dynamo Praha           |
| I. liga 1956    | 20     | 6    | –      | Dynamo Praha           |
| I. liga 1957/58 | 12     | 5    | –      | Dynamo Praha           |
| I. liga 1958/59 | 8      | 0    | –      | Dynamo Praha           |
| I. liga 1959/60 | 0      | 0    | –      | Dynamo Praha           |
| I. liga 1963/64 | 25     | 1    | –      | Spartak Motorlet Praha |
| CELKEM I. LIGA  | 234    | 133  | –      |                        |